# Edmund Ware Sinnott
Edmund Ware Sinnott (Cambridge, 5 de fevereiro de 1888 - New Haven, 6 de janeiro de 1968) foi um botânico estadunidense e autor de diversos livros. Ele é mais conhecido pelos trabalhos em anatomia vegetal.

## Carreira
- 1908 - Bacharelato (português europeu) ou bacharel (português brasileiro) pela Harvard;
- 1910 - Mestre pela Harvard;
- 1910-1911 - foi estudar na Austrália com Arthur Johnson Eames ;
- 1913 - Ph.D. em Harvard;
- 1914-1915 - após a graduação, trabalhou como instrutor em Havard com o anatomista de plantas Irving Widmer Bailey;
- 1915-1928 - trabalhou no Colégio de Agricultura Connecticut, tornando-se professor de botânica e genética.
- 1928-1939 - ele foi professor de botânica na faculdade Barnard e depois assumiu a cadeira do Departamento de Botânica da Universidade de Columbia;
- 1940-1956 - foi para Universidade de Yale para assumir o cargo de Sterling Professor de botânica e cadeira do Departamento de Botânica;
- 1940-1950 - foi diretor do Arboretum Marsh Botanical Garden;
- 1940-1950 - reitor da Universidade Yale;
- 1950-1956 - foi diretor da Escola Científica Sheffield.

Ele também foi editor do American Journal of Botany, membro da Acadêmia Nacional de Ciências dos Estados Unidos, e presidente da Botanical Society of America, da American Society of Naturalists e da Associação Americana para o Avanço da Ciência.
Aposentou-se em 1956.

## Livros e artigos
- Escreveu mais de noventa artigos científicos;
- 1923 - Botany, Principles and Problems (sexta edição em 1963);
- 1925 - Principles of Genetics (terceira edição em 1934)
- 1927 - Laboratory Manual for Elementary Botany;
- 1969 - Plant Morphogenesis;

Após a segunda guerra mundial dedicou-se grande parte do tempo escrevendo sobre a ciência na sociedade.
- 1950 - Cell and Psyche;
- 1953 - Two Roads to Truth;
- 1955 - The Biology of the Spirit;
- 1956 - Life and Mind;
- 1957 - Matter, Mind, and Man;
- 1966 - The Bridge of Life: From Matter to Spirit.

Em seus ensinamentos, Sinnott reforçou a ideia de descoberta científica e da importância de fazer medições cuidadosas e interpretar corretamente os dados. Ele tentou explicar o organismo como um todo integrado a partir da soma das suas partes, processos e da história.